# Thamnophilus (fågelsläkte)
För vivelsläktet, se Thamnophilus
Thamnophilus är det största fågelsläktet i familjen myrfåglar, inom ordningen tättingar. Släktet omfattar 31 arter med utbredning i Latinamerika från östra Mexiko till norra Argentina:
- Bandad myrtörnskata (T. doliatus)
- Rostkronad myrtörnskata (T. ruficapillus)
- Rostvingad myrtörnskata (T. torquatus)
- Zarumamyrtörnskata (T. zarumae)
- Strimtofsad myrtörnskata (T. multistriatus)
- Streckad myrtörnskata (T. tenuepunctatus)
- Kastanjeryggig myrtörnskata (T. palliatus)
- Tumbesmyrtörnskata (T. bernardi)
- Marañónmyrtörnskata (T. shumbae)
- Svartnackad myrtörnskata (T. atrinucha)
- Pärlvingad myrtörnskata (T. bridgesi)
- Grå myrtörnskata (T. schistaceus)
- Musgrå myrtörnskata (T. murinus)
- Colombiamyrtörnskata (T. nigriceps)
- Cochamyrtörnskata (T. praecox)
- Várzeamyrtörnskata (T. cryptoleucus)
- Gråsvart myrtörnskata (T. nigrocinereus)
- Skiffermyrtörnskata (T. punctatus)
- Mörkryggig myrtörnskata (T. stictocephalus)
- Lianmyrtörnskata (T. sticturus)
- Planaltomyrtörnskata (T. pelzelni)
- Sooretamamyrtörnskata (T. ambiguus)
- Buskmyrtörnskata (T. caerulescens)
- Enfärgad myrtörnskata (T. unicolor)
- Prickmyrtörnskata (T. aethiops)
- Höglandsmyrtörnskata (T. aroyae)
- Svartryggig myrtörnskata (T. melanonotus)
- Vitspetsad myrtörnskata (T. melanothorax)
- Amazonmyrtörnskata (T. amazonicus)
- Tepuímyrtörnskata (T. insignis)
- Acremyrtörnskata (T. divisorius)